# Karl Eduard Rothschuh
Karl Eduard Rothschuh (* 6. Juli 1908 in Aachen; † 3. September 1984 in Münster) war ein deutscher Mediziner, Herzphysiologe und Medizinhistoriker.

## Leben und Werk
Karl E. Rothschuh war Sohn eines Arztes und besuchte das humanistische Gymnasium Aachen, das er 1924 mit der Mittleren Reife verließ, um eine Landwirtschaftslehre zu beginnen. 1929 erwarb er das Abschlussdiplom der Landwirtschaftlichen Hochschule in Bonn-Poppelsdorf. 1930 holte er das Abitur nach und begann im Wintersemester 1930/31 an den Universitäten Hamburg und München ein Studium der Medizin, das er 1932/33 in Frankfurt a. M. fortsetzte und am 27. Januar 1936 in Berlin mit dem Staatsexamen abschloss. Bei dem Frankfurter Arzt und Medizintheoretiker Richard Koch, der 1935 in die Sowjetunion emigrierte, fand Rothschuh Unterstützung für seine erste wissenschaftliche Veröffentlichung Theoretische Biologie und Medizin, die 1936 als Buch erschien und vom Berliner Medizinhistoriker Paul Diepgen als Doktorarbeit akzeptiert wurde.
Nach der Promotion 1937 und der Medizinalpraktikantenzeit in Aachen und Dresden praktizierte Rothschuh 1937 als Volontärarzt bei Louis Radcliffe Grote am Stadtkrankenhaus Dresden. Am 1. November 1937 trat er eine Tätigkeit als planmäßiger wissenschaftlicher Assistent unter Erich Schütz am Physiologischen Institut der Universität Münster an. Dort habilitierte er sich 1941 mit seiner 1942 mit dem Von-Eicken-Preis ausgezeichneten Schrift Über den Anteil von Fernpotentialen am Aktionsstrombild des Herzens bei örtlicher Ableitung und wurde 1942 zum Privatdozenten für das Fach Physiologie ernannt. Nach 1945 baute er den physiologischen Lehrbetrieb in Münster wieder auf und nahm zudem ab 1947 einen Lehrauftrag in Geschichte der Medizin wahr. Im Februar 1948 wurde er zum apl. Professor ernannt. Von 1949 bis 1951 war er in Münster beurlaubt und leitete vertretungsweise den Lehrstuhl für Physiologie der Universität Würzburg. Zurück in Münster erfolgte 1952 die Ernennung zum Oberassistenten am Physiologischen Institut, 1956 die zum Extraordinarius. Zwischen 1938 und 1956 veröffentlichte er zahlreiche Originalarbeiten vor allem zur Elektrophysiologie des Herzens, die für die diagnostische Bewertung des Elektrokardiogramms von Bedeutung waren. Sein erstes medizinhistorisches Standardwerk Geschichte der Physiologie erschien 1953, sein medizin- und wissenschaftstheoretisches Hauptwerk Theorie des Organismus 1959.
1960 wurde Rothschuh zum Direktor des neu gegründeten medizinhistorischen Instituts und 1962 zum Ordinarius für Geschichte der Medizin in Münster berufen. Sein historisches Interesse galt der Geschichte der physiologischen Grundprobleme und den Wegen, die Ärzte und Philosophen aller Zeiten eingeschlagen haben, um Grundfragen nach dem Wesen des Lebendigen, dem Entstehen von Krankheit und dem Zusammenwirken von Leib und Seele zu lösen. Eingehende Untersuchungen betreffen unter anderem die medizinischen Konzepte und Methoden von René Descartes, Claude Bernard, Friedrich Hoffmann, Alexander von Humboldt, Friedrich Oesterlen, die Geschichte der Elektrophysiologie, die Medizin der Romantik, die Iatromagie und die Geschichte der Naturheilbewegung. Zudem beschäftigten ihn Probleme der allgemeinen Wissenschaftsgeschichte wie die Entstehung und der Kontext von Entdeckungen, die Ursachen wissenschaftlicher „Revolutionen“, das Relevanzproblem und die Verantwortung des Forschers. Im Jahr 1965 begründete er die Gesellschaft für Wissenschaftsgeschichte, deren Ehrenpräsident er 1973 wurde. 1973 ging er in den Ruhestand. 1978 erschien seine medizinhistorische Zusammenschau Konzepte der Medizin in Vergangenheit und Gegenwart. Zu seinen Schülern gehörte der Philologe, Neurologe, Psychiater und Medizinhistoriker Klemens Diecköfer, der bei Rothschuh seine medizinhistorische Dissertation schrieb.

### Tätigkeiten im Nationalsozialismus
Seit Beginn seiner Berliner Studentenzeit gehörte Rothschuh dem NS-Studentenbund an (bis 1935) und war (vermutlich bis 1938) Mitglied der SA. 1936 besuchte Rothschuh einen Lehrgang in der Führerschule der Deutschen Ärzteschaft in Alt Rehse. Hierüber verfasste er für die Zeitschrift Der Jungarzt einen Bericht, in dem es unter anderem heißt: „Wir Ärzte holen uns in Alt-Rehse jene innere Zielsicherheit des ärztlichen Handelns, welches allein gemäß dem Auftrag des Führers ausgerichtet sein muß. Das deutsche Volk muß das gesündeste und stärkste Volk Europas werden“. Am 9. Oktober 1939 beantragte er die Aufnahme in die NSDAP und wurde zum 1. Januar 1940 aufgenommen (Mitgliedsnummer 7.424.963). Da der Institutsleiter Erich Schütz 1939 an das Luftfahrtmedizinische Forschungsinstitut, das dem Reichsluftfahrtminister Hermann Göring unterstand, nach Berlin abkommandiert wurde, wurde Rothschuh mit der Aufrechterhaltung des Unterrichts in Münster betraut und für diese Aufgabe vom Kriegsdienst befreit. Entgegen den Angaben bei Klee, die sich auf ein unveröffentlichtes Manuskript des Zürcher Medizinhistorikers Christoph Mörgeli gründen, gibt es keinen Hinweis darauf, dass Rothschuh militärmedizinische Forschungen im Auftrag des Reichsluftfahrtministeriums betrieben hat oder an luftfahrtmedizinischen Projekten seines Institutsleiters beteiligt war.

### Mitgliedschaften, Ehrungen
- 1942 von-Eicken-Preis für Physiologie
- 1969 Deutsche Akademie der Naturforscher Leopoldina
- 1970 Honorary Member of the Royal Society of Medicine London
- 1974 Rheinisch-Westfälische Akademie der Wissenschaften
- 1978 Ehrenpräsident der Gesellschaft für Wissenschaftsgeschichte

## Schriften (Auswahl)
- Theoretische Biologie und Medizin. Zur biologischen Grundlegung und Wissenschaftstheorie der Medizin. Junker und Dünnhaupt, Berlin 1936 (= Neue Deutsche Forschungen. Band 83: Abteilung Geschichte der Medizin und der Naturwissenschaften. Band 2). Zugleich Dissertation Universität Berlin.
- Über den Anteil von Fernpotentialen am Aktionsstrombild des Herzens bei örtlicher Ableitung. In: Zeitschrift für die gesammte experimentelle Medizin. Band 110, 1942, S. 154–215.
- Zur Geschichte der Pathologie des Blutes, insbesondere zur Lehre von den Schärfen, Krasen und anderen Fehlern der Säfte. Zugleich ein Beitrag zur Geschichte der Humoralpathologie zwischen 1750 und 1850. In: Sudhoffs Archiv. Band 35, 1942, S. 293–311.
- Geschichte der Physiologie. Springer, Berlin/Göttingen/Heidelberg 1953.
  - Englische Übersetzung: History of Physiology. Übersetzt und herausgegeben von Guenter B. Risse. Huntington/New York 1973.
- Die Entwicklung der Kreislauflehre im Anschluß an William Harvey. In: Klinische Wochenschrift. Band 35, 1957, S. 605 ff.
- Theorie des Organismus. Bios–Psyche–Pathos. München/Berlin 1959; 2., erweiterte Auflage ebenda 1963.
- als Hrsg.: Von Boerhaave bis Berger. Die Entwicklung der kontinentalen Physiologie im 18. und 19. Jahrhundert mit besonderer Berücksichtigung der Neurophysiologie. Stuttgart 1964 (= Medizin in Geschichte und Kultur. Band 5).
- Zur Geschichte der Nierenpathologie. In: Verhandlungen der deutschen Gesellschaft für Pathologie. 49. Tagung, 1965, S. 11–14.
- Prinzipien der Medizin. München/Berlin 1965.
- Physiologie: Der Wandel ihrer Konzepte, Probleme und Methoden vom 16. bis 19. Jahrhundert. 1968.
- Technomorphes Lebensmodell contra Virtus-Modell. In: Sudhoffs Archiv. Band 54, 1970, S. 337–354.
- Laudatio ranae exploratae. In: Sudhoffs Archiv. Band 57, 1973, S. 231–244.
- Iatromagie: Begriff, Merkmale, Motive, Systematik. Opladen 1978 (= Vorträge, Rheinisch-Westfälische Akademie der Wissenschaften: Geisteswissenschaften. Band 225).
- Konzepte der Medizin in Vergangenheit und Gegenwart. Hippokrates-Verlag, Stuttgart 1978.
- Richard Hermann Koch (1882–1949). Arzt, Medizinhistoriker, Medizinphilosoph (Biographisches, Ergographisches). In: Medizinhistorisches Journal. Band 15, 1980, S. 16–43 und 223–243.
- Naturheilbewegung, Reformbewegung, Alternativbewegung. Stuttgart 1983; Neudruck Wissenschaftliche Buchgesellschaft, Darmstadt 1986.